# مصطفی
مصطفی نامی عربی و لقب محمد، پیامبر مسلمانان به معنی گل برگزیده است. افراد شاخص با این نام از این قرارند:
- مصطفی ریاض
- مصطفی شاکوش
- مصطفی عقاد
- مصطفی سالیفو
- مصطفی یکم
- مصطفی امینی
- مصطفی پورمحمدی
- مصطفی زمانی
- مصطفی کمال آتاترک
- مصطفی بارزانی
- مصطفی دنیزلی
- مصطفی فهمی پاشا
- مصطفی حدید
- مصطفی احمد حسن
- عصمت اینونو
- مصطفی عبدالجلیل
- مصطفی کریم
- مصطفی کواکبیان
- غلام مصطفی جاتوئی
- مصطفی محمدنجار
- مصطفی ملائکه
- مصطفی نادارویچ
- مصطفی صندل
- مصطفی چادیلی
- مصطفی دحلب
- مصطفی حاجی
- حسن مصطفی
- طارق مصطفی
- نوشیروان مصطفی
- ابوعلی مصطفی
- شاهزاده مصطفی
- شکری مصطفی
- مصطفی آقاجانی

سید مصطفی کیا
مصطفی کیا